# ساری‌حاجی‌لی
ساری‌حاجی‌لی (ارمنی: Սարըջալը؛ ترکی آذربایجانی: Sarıhacılı) یک منطقهٔ مسکونی در جمهوری آرتساخ است که در استان آسکران واقع شده‌است.